# Benshi (73-70 av. J.-C)
 (mai 2025).
Si vous disposez d'ouvrages ou d'articles de référence ou si vous connaissez des sites web de qualité traitant du thème abordé ici, merci de compléter l'article en donnant les références utiles à sa vérifiabilité et en les liant à la section « Notes et références ».
Pour les articles homonymes, voir Benshi (homonymie).
L'ère Benshi , ou Pen-che (73 - 70 av. J.-C.) (chinois : 本始 ; pinyin : Běnshǐ ; litt. « Commencement du départ ») est la première ère chinoise de l'empereur Xuandi de la dynastie Han.

## Chronique

### 2eannée(72av. J.-C.)
- l'alliance entre les Han et les Wusun bat les Xiongnu.

### 3eannée(71av. J.-C.)
- 1er mois (mi-février à mi-mars) : mort de l'impératrice Xu.

### 4eannée(70av. J.-C.)
- 3e mois (mi-avril à mi-mai) : intronisation de l'impératrice Huo.

| Benshi                 | 1re année    | 2de année    | 3e année     | 4e année     |
| ---------------------- | ------------ | ------------ | ------------ | ------------ |
| Calendrier julien      | 73 av. J.-C. | 72 av. J.-C. | 71 av. J.-C. | 70 av. J.-C. |
| Calendrier sexagésimal | Wushen (de)  | Jiyou (de)   | Gengxu (de)  | Xinhai (de)  |